# Операція «Прибій»

«Вороги народу»: 72% депортованих були жінки та діти у віці до 16 років.

Операція «Прибій» (Березневі Депортації) — кодова назва масових депортацій населення балтійських держав 25-28 березня 1949 року. Близько 90 000 естонців, латишів та литовців було депортовано до віддалених частин Радянського Союзу. Дана операція стала однією з найскладніших здійснених радянською владою в епоху Холодної війни.
12 березня 1949 видано наказ міністра внутрішніх справ СРСР № 00225 «О выселении с территории Литвы, Латвии и Эстонии кулаков с семьями, семей бандитов и националистов» під грифом «совершенно секретно».
Хоча офіційно заявлялось, що операція має на меті викорінення куркульства, насправді вона передбачала винищення бази підтримки лісових братів в боротьбі проти радянської окупації й сприяння колективізації. Тому особлива увага приділялась антирадянським націоналістам, симпатикам і родичам лісових братів, ветеранам нацистських збройних сил та родичів ув'язнених у ГУЛАГ за антирадянську діяльність. Депортація виконала поставлену перед нею мету: протягом наступних декількох тижнів, майже всі домогосподарства було колективізовано.
Через високу смертність депортованих у перші декілька років після виселення, спричинену неспроможністю радянського режиму надати адекватний одяг, помешкання, через недбалість чи злий умисел, деякі дослідники вважають депортації геноцидом. На основі декларації Мартенса та принципів статуту Нюрнберзького трибуналу Європейський суд з прав людини визнав березневі депортації злочином проти людяності.
За проведення операції з виселення цивільних людей були відзначені орденом Червоного прапора провідні виконавці й керівники цього діяння: генерал-майор Б. Кумм, полковники О. Резєв, П. Пастельняк, Д. Таєвер, а орденами Великої Вітчизняної війни 1 і 2 ступенів нагородили генерал-лейтенанта С. Огольцова і підполковників О. Авіка, А. Прессмана та І. Якобсона.